# Чемпионат мира по русским шашкам среди женщин 2022
Чемпионат мира по шашкам-64 среди женщин 2022 года проходил 10—20 октября в городе Кобулети, Грузия под эгидой Международной федерации шашек IDF. Одновременно проходил чемпионат мира среди мужчин. Турниры проводились в классической, быстрой и молниеносной программах. По политическим причинам спортсмены Беларуси и России участвовали как шашисты от NA1 и NA2. Титул чемпионки во всех трёх программах завоевала Виктория Николаева из Беларуси.

Призовой фонд чемпионатов 30 000$.

## Регламент
Соревнования проводятся по системе микро-матчей из двух партий с жеребьевкой ходов, обязательной в обеих партиях микро-матча, в 2 этапа: предварительный и финальный. Предварительный этап проводится по швейцарской системе. За победу дается - 2 очка, за ничью - 1, за поражение - 0. Места определяются по наибольшей сумме очков, набранных участниками. В случае равенства очков у двух и более участников места участников в предварительных этапах определяются по следующим критериям:
- сумма очков, набранных соперниками, без учета наименьшего результата (усеченный коэффициент Солкофа), без учета 2-х наименьших результатов, 3-х наименьших результатов, и

так далее. 
- сумма очков, набранных всеми соперниками (коэффициент Бухгольца),
- лучший результат с соперниками в порядке занятых мест.

Участники, занявшие в предварительном этапе 1-8 место, разыгрывают места в финале. В финальный этап в каждом соревновании допускается не более трех игроков от одной федерации. В финальном этапе в случае ничейного результата в микро-матче победителем считается игрок, занявший более высокое место на предварительном этапе.
В четвертьфинале играют пары 1-8, 2-7, 3-6, 4-5. В каждой паре игрок, победивший в микро-матче, продолжает борьбу в полуфинале за 1-4 места. Проигравшие в матчах, играют  за 5-8 места. В случае ничейного результата в микро-матче, в полуфинал выходит игрок, занявший более высокое место на предварительном этапе.
В полуфинале играют пары 1-4, 2-3, 5-8, 6-7. Номера в полуфинале участники получают согласно месту, занятому на предварительном этапе. 
В классической программе среди игроков занявших места, начиная с девятого, проводятся два дополнительных тура. Итоговое положение определяется по сумме результата предварительного этапа и дополнительных туров.
Контроль времени:
- Классическая игра: 40’+10” до конца партии каждому участнику.
- Молниеносная игра: 3’+2” до конца партии каждому участнику.
- Быстрая игра: 7’+3” до конца партии каждому участнику.

## Основная программа
20 участниц от 9 федераций. Соревнования проводятся по русским шашкам.

### Предварительный этап
- WIGM — международный гроссмейстер
WIM — международный мастер
WFM — мастер IDF

| Место | Участница              | Страна     | Звание | Рейтинг | Очки | Усеч. Коэфф. Солкофа |
| ----- | ---------------------- | ---------- | ------ | ------- | ---- | -------------------- |
| 1.    | Виктория Николаева     | NA1        | WIM    | 2206    | 11   |                      |
| 2.    | Ника Леопольдова       | NA2        | WIM    | 2198    | 9    | 51(-1)               |
| 3.    | Елена Михайловская     | NA2        | WFM    | 2057    | 9    | 48(-1)               |
| 3.    | Полина Петрусёва       | NA1        | WIM    | 2207    | 9    | 48(-1)               |
| 5.    | Виктория Иванус        | NA2        |        | 2088    | 9    | 44(-1)               |
| 6.    | Эмма Саврас            | NA1        | WIM    | 2182    | 8    | 51(-1) 44(-2)        |
| 7.    | Дарья Федорович        | NA1        | WIGM   | 2266    | 8    | 51(-1) 43(-2)        |
| 8.    | Вера Хващинская        | NA1        | GWIM   | 2373    | 8    | 50(-1) 19(-5)        |
| 9.    | Анастасия Барышева     | NA1        | WIM    | 2230    | 8    | 50(-1) 18(-5)        |
| 10.   | Сайёра Юлдашева        | Узбекистан | WIGM   | 2069    | 8    | 44(-1)               |
| 11.   | Мария Чеснокова        | NA1        | WIM    | 2092    | 7    | 51(-1)               |
| 12.   | Алтынай Джумагальдиева | Казахстан  | WIGM   | 2200    | 7    | 49(-1)               |
| 13.   | Мария Гайдаржи         | Молдова    | WIGM   | 2200    | 7    | 49(-1)               |
| 14.   | Шахзода Турсунмуротова | Узбекистан | WIM    | 2144    | 7    | 42(-1)               |
| 15.   | Каари Вайнонен         | Эстония    | WIM    | 2117    | 7    | 36(-1)               |
| 16.   | Зинаида Александрова   | Израиль    | WIM    | 2143    | 6    | 42(-1)               |
| 17.   | Мария Крискевич        | NA2        | WFM    | 2114    | 6    | 41(-1)               |
| 18.   | Васфия Бердикулова     | Узбекистан | WIM    | 2144    | 4    |                      |
| 19.   | Ямзе Цивцивадзе        | Грузия     | WFM    | 2027    | 2    |                      |

### Четвертьфинал
Матчи за 1-8 место
Алтынай Джумагальдиева (8) — Виктория Николаева (1) 1—1
Сайёра Юлдашева (7) — Ника Леопольдова (2)  0—2
Эмма Саврас (6) — Полина Петрусёва (3) 1—1
Виктория Иванус (5) — Елена Михайловская (4) 0—2

### Полуфинал
Матчи за 1-4 место
Виктория Николаева — Елена Михайловская 2—0
Ника Леопольдова — Полина Петрусёва 1—1
Матчи за 5-8 место
Виктория Иванус — Алтынай Джумагальдиева 2—0
Эмма Саврас — Сайёра Юлдашева 1—1

### Матч за 1-е место
Виктория Николаева — Ника Леопольдова 2—0

### Матч за 3-е место
Полина Петрусёва — Елена Михайловская 1—1

### Матч за 5-е место
Эмма Саврас — Виктория Иванус 2—0

### Матч за 7-е место
Алтынай Джумагальдиева — Сайёра Юлдашева 2—0

## Итоговое положение
Первые 8 спортсменок.
| Место | Участник               | Страна     |
| ----- | ---------------------- | ---------- |
| 1.    | Виктория Николаева     | NA1        |
| 2.    | Ника Леопольдова       | NA2        |
| 3.    | Полина Петрусёва       | NA1        |
| 4.    | Елена Михайловская     | NA2        |
| 5.    | Эмма Саврас            | NA1        |
| 6.    | Виктория Иванус        | NA2        |
| 7.    | Алтынай Джумагальдиева | Казахстан  |
| 8.    | Сайёра Юлдашева        | Узбекистан |

## Быстрая программа
18 участниц от 7 федераций. Соревнования проводились по бразильским шашкам.

### Предварительный этап
| Место | Участница              | Страна     | Звание | Рейтинг | Очки | Усеч. Коэфф. Солкофа |
| ----- | ---------------------- | ---------- | ------ | ------- | ---- | -------------------- |
| 1.    | Виктория Николаева     | NA1        | WIM    | 2206    | 11   |                      |
| 2.    | Мария Чеснокова        | NA1        | WIM    | 2092    | 10   | 54(-1)               |
| 3.    | Вера Хващинская        | NA1        | GWIM   | 2373    | 10   | 51(-1)               |
| 4.    | Ника Леопольдова       | NA2        | WIM    | 2198    | 9    | 54(-1)               |
| 5.    | Шахзода Турсунмуротова | Узбекистан | WIM    | 2144    | 9    | 45(-1)               |
| 6.    | Эмма Саврас            | NA1        | WIM    | 2182    | 8    | 51(-1)               |
| 7.    | Анастасия Барышева     | NA1        | WIM    | 2230    | 8    | 50(-1)               |
| 8.    | Елена Михайловская     | NA2        | WFM    | 2057    | 8    | 43(-1)               |
| 9.    | Каари Вайнонен         | Эстония    | WIM    | 2117    | 7    | 47(-1)               |
| 10.   | Алтынай Джумагальдиева | Казахстан  | WIGM   | 2200    | 7    | 45(-1)               |
| 11.   | Дарья Федорович        | NA1        | WIGM   | 2266    | 6    | 47(-1)               |
| 12.   | Полина Петрусёва       | NA1        | WIM    | 2207    | 6    | 46(-1)               |
| 13.   | Виктория Иванус        | NA2        |        | 2088    | 6    | 34(-1)               |
| 14.   | Васфия Бердикулова     | Узбекистан | WIM    | 2144    | 5    | 43(-1)               |
| 15.   | Зинаида Александрова   | Израиль    | WIM    | 2143    | 5    | 37(-1)               |
| 16.   | Мария Крискевич        | NA2        | WFM    | 2114    | 4    | 40(-1)               |
| 17.   | Сайёра Юлдашева        | Узбекистан | WIGM   | 2069    | 4    | 37(-1)               |
| 18.   | Мария Гайдаржи         | Молдова    | WIGM   | 2200    | 3    |                      |

### Четвертьфинал
Матчи за 1-8 место
Алтынай Джумагальдиева (8) — Виктория Николаева (1) 1—1 
Каари Вайнонен (7) — Мария Чеснокова (2) 1—1
Елена Михайловская (6) — Вера Хващинская (3) 0—2
Шахзода Турсунмуротова (5) — Ника Леопольдова (4) 1—1

### Полуфинал
Матчи за 1-4 место
Виктория Николаева — Ника Леопольдова 2—0
Вера Хващинская — Мария Чеснокова 2—0
Матчи за 5-8 место
Каари Вайнонен — Елена Михайловская 2—0
Шахзода Турсунмуротова — Алтынай Джумагальдиева 2—0

### Матч за 1-е место
Виктория Николаева — Вера Хващинская 2—0

### Матч за 3-е место
Мария Чеснокова — Ника Леопольдова 0—2

### Матч за 5-е место
Шахзода Турсунмуротова — Каари Вайнонен 2—0

### Матч за 7-е место
Алтынай Джумагальдиева — Елена Михайловская 2—0

## Итоговое положение
Первые 8 спортсменок.
| Место | Участник               | Страна     |
| ----- | ---------------------- | ---------- |
| 1.    | Виктория Николаева     | NA1        |
| 2.    | Вера Хващинская        | NA1        |
| 3.    | Ника Леопольдова       | NA2        |
| 4.    | Мария Чеснокова        | NA1        |
| 5.    | Шахзода Турсунмуротова | Узбекистан |
| 6.    | Каари Вайнонен         | Эстония    |
| 7.    | Алтынай Джумагальдиева | Казахстан  |
| 8.    | Елена Михайловская     | NA2        |

## Молниеносная программа
18 участниц от 7 федераций. Соревнования проводились по русским шашкам.

### Предварительный этап
| Место | Участница              | Страна     | Звание | Рейтинг | Очки | Усеч. Коэфф. Солкофа |
| ----- | ---------------------- | ---------- | ------ | ------- | ---- | -------------------- |
| 1.    | Вера Хващинская        | NA1        | GWIM   | 2373    | 13   |                      |
| 2.    | Ника Леопольдова       | NA2        | WIM    | 2198    | 12   |                      |
| 3.    | Полина Петрусёва       | NA1        | WIM    | 2207    | 11   |                      |
| 4.    | Алтынай Джумагальдиева | Казахстан  | WIGM   | 2200    | 10   |                      |
| 5.    | Елена Михайловская     | NA2        | WFM    | 2057    | 9    | 68(-1)               |
| 6.    | Мария Гайдаржи         | Молдова    | WIGM   | 2200    | 9    | 60(-1)               |
| 7.    | Виктория Николаева     | NA1        | WIM    | 2206    | 9    | 57(-1)               |
| 8.    | Сайёра Юлдашева        | Узбекистан | WIGM   | 2069    | 8    | 72(-1)               |
| 9.    | Эмма Саврас            | NA1        | WIM    | 2182    | 8    | 64(-1)               |
| 10.   | Дарья Федорович        | NA1        | WIGM   | 2266    | 8    | 59(-1)               |
| 11.   | Анастасия Барышева     | NA1        | WIM    | 2230    | 8    | 56(-1)               |
| 12.   | Шахзода Турсунмуротова | Узбекистан | WIM    | 2144    | 8    | 53(-1)               |
| 13.   | Мария Крискевич        | NA2        | WFM    | 2114    | 7    |                      |
| 14.   | Виктория Иванус        | NA2        |        | 2088    | 6    |                      |
| 15.   | Васфия Бердикулова     | Узбекистан | WIM    | 2144    | 5    | 62(-1)               |
| 16.   | Мария Чеснокова        | NA1        | WIM    | 2092    | 5    | 54(-1)               |
| 17.   | Зинаида Александрова   | Израиль    | WIM    | 2143    | 4    | 57(-1)               |
| 18.   | Каари Вайнонен         | Эстония    | WIM    | 2117    | 4    | 53(-1)               |

### Четвертьфинал
Матчи за 1-8 место
Вера Хващинская — Сайёра Юлдашева 2—0
Ника Леопольдова — Виктория Николаева 0—2
Елена Михайловская — Алтынай Джумагальдиева 0—2
Мария Гайдаржи — Полина Петрусёва 1—1

### Полуфинал
Матчи за 1-4 место
Вера Хващинская — Виктория Николаева 0—2
Полина Петрусёва — Алтынай Джумагальдиева 0—2
Матчи за 5-8 место
Елена Михайловская — Мария Гайдаржи 2—0
Ника Леопольдова — Сайёра Юлдашева 2—0

### Матч за 1-е место
Виктория Николаева — Алтынай Джумагальдиева 2—0

### Матч за 3-е место
Полина Петрусёва — Вера Хващинская 0—2

### Матч за 5-е место
Ника Леопольдова — Елена Михайловская 2—0

### Матч за 7-е место
Мария Гайдаржи — Сайёра Юлдашева 2—0

## Итоговое положение
Первые 8 спортсменок.
| Место | Участник               | Страна     |
| ----- | ---------------------- | ---------- |
| 1.    | Виктория Николаева     | NA1        |
| 2.    | Алтынай Джумагальдиева | Казахстан  |
| 3.    | Вера Хващинская        | NA1        |
| 4.    | Полина Петрусёва       | NA1        |
| 5.    | Ника Леопольдова       | NA2        |
| 6.    | Елена Михайловская     | NA2        |
| 7.    | Мария Гайдаржи         | Молдова    |
| 8.    | Сайёра Юлдашева        | Узбекистан |